# Magnus A. Carlsson
För andra betydelser, se Magnus Carlsson.
Magnus A Carlsson, född 1980 i Västerås, är en professionell golfspelare. Han spelar för närvarande på Europatouren.
2007 vann han Challenge of Ireland, en tävling som ingår i Challenge Tour.
Magnus nådde sin hittills största framgång i januari 2008 när han förlorade i särspel för segern i Joburg Open i Sydafrika.